# Slavko Dokmanović
Slavko Dokmanović (serbiska: Славко Докмановић), född 14 december 1949 i Trpinja i dåvarande Jugoslavien, död 29 juni 1998 i Haag i Nederländerna, var en kroatienserbisk politiker. Dokmanović var borgmästare i den kroatiska staden Vukovar åren 1990–1991 då det kroatiska självständighetskriget brutit ut och slaget om Vukovar stod. Sedan staden fallit i de serbiska rebellernas händer valdes han till borgmästare för en andra period under åren 1991–1996.

## Misstänkta krigsförbrytelser och åtal
Den 3 april 1996 åtalades Dokmanović av Internationella krigsförbrytartribunalen för det forna Jugoslavien (ICTY) misstänkt för att i samband med det kroatiska självständighetskriget ha gjort sig skyldig till krigsförbrytelser mot kroater. I juni 1997 arresterades han av det polska specialkommandot GROM och fördes till ICTY i Haag där rättegången mot honom inleddes i januari 1998. Han stod åtalad tillsammans med Veselin Šljivančanin, Mile Mrkšić och Miroslav Radić som alla utom den sistnämnde fälldes och tilldömdes fängelsestraff. Åtalet mot Dokmanović lades dock ner 15 juli 1998, då han i juni samma år begick självmord genom att hänga sig i sin cell.